# Vx (arma química)
Vx é um composto organofosforado formulado em C7H18NO2PS. É um agente neurotóxico relacionado com o VX. 